# Fabian Malbon
Fabian Malbon, né à Portsmouth en 1946, a été de 2005 à 2011 Lieutenant-gouverneur de Guernesey, dépendance de la Couronne britannique. À ce titre, il est le représentant officiel de la souveraine de l'île anglo-normande de Guernesey, Élisabeth II, et la supplée dans son rôle de chef de l'État. Il est également Chevalier de l'Empire britannique (KBE).
Vice-amiral de la flotte britannique en retraite, après une longue carrière (1965-2002) il a été nommé lieutenant-gouverneur le 18 octobre 2005, en remplacement de sir John Paul Foley. En avril 2011, Peter Walker lui a succédé à ce poste.